# تاتا گلوباس
تاتا گلوباس (Tata Globus) اتوبوسی است که توسط شرکت هندی تاتا موتورز تولید شده‌است. این شرکت به جز تاتا گلوباس، سه مارک دیگر اتوبوس به نام‌های هیسپانو گلوباس، استارباس و مارکوپولو باس را تولید می‌کند.